# Charles Joseph Colnet Du Ravel
Pour les articles homonymes, voir Ravel (homonymie) et Colnet.
Charles Joseph Colnet Du Ravel, né le 7 décembre 1768 à Mondrepuis et mort le 29 mai 1832 à Belleville, est un journaliste, libraire, poète et écrivain satirique français. 

## Biographie
Charles Joseph Colnet Du Ravel est le descendant d'une famille venant d'Italie pour améliorer la fabrication du verre. Ils fondèrent des verreries à Wimy, à Fourmies, à Mondrepuis et s'allièrent à de nombreuses familles françaises, les de Gabet, de Foucault, d'Hennezel, de Brulard...
Fils d'un garde du corps de Louis XVI, il fait ses études au collège de Rebais, puis entre à l'École militaire de Paris, qu'il quitte au bout de deux ans pour terminer ses études au collège de La Flèche,. Entré  dans les ordres et devenu grand-vicaire de Soissons, il jette peu de temps après sa soutane aux orties. En 1797, après s'être réfugié à Chauny dans l'officine d'un apothicaire pendant les troubles de la Révolution, il s'installe comme libraire à Paris, au coin la rue du Bac en face du Pont Royal. 
Il compose alors plusieurs satires contre l'Institut de France nouvellement créé, puis, en 1799, entame une carrière de journaliste avec une feuille intitulée Journal d'opposition littéraire, ou Mémoires secrets de la République des lettres, dont il est l'unique rédacteur et dont le dixième et dernier cahier est saisi par la police consulaire. Il publie ensuite un recueil de Satiriques du XVIIIe siècle dans lequel il inclut quelques poèmes de son cru, suivi d'une Correspondance turque, satire dirigée contre les sociétés littéraires de son temps et, surtout, contre le critique Jean-François de La Harpe : Colnet, qui jugeait intolérable la mue de ce fervent révolutionnaire en serviteur du pouvoir, éprouvait à son égard une antipathie viscérale. En 1810, après un silence de près de dix ans, il compose L'Art de dîner en ville, à l'usage des gens de lettres, poème satirique en quatre chants que Pierre Larousse qualifie de « badinage ingénieux et le plus considérable de ses ouvrages ». Le premier chant commence ainsi :
J'enseigne dans mes vers comment un pauvre auteur
Peut des banquets des riches atteindre la hauteur.
Je dirai par quels soins, par quel heureux manège,
Il saura conserver un si beau privilège,
Et, sans prendre jamais un verre d'eau chez lui,
S'asseoir, un siècle entier, à la table d'autrui.
Le poème est d'autant plus ironique qu'il se termine par un appendice en prose intitulé Biographie des auteurs morts de faim et du fait que Colnet eût été le dernier à se comporter en pique-assiette. L'ouvrage connaît un succès considérable, presque égal à celui de La Gastronomie de Joseph Berchoux, dont il a peut-être été inspiré, et il a, comme lui, souvent été réédité en appendice à la Physiologie du goût de Brillat-Savarin.
La même année, Colnet entame une collaboration au Journal des arts, des sciences et de la littérature, au Journal de Paris et à La Gazette de France. Il continue parallèlement son commerce de librairie. Il n'hésite pas à recevoir dans ce qu'il appelle sa « caverne », où l'on cause en toute liberté des affaires du temps, des royalistes connus et signalés. Les deux chefs de la police, Joseph Fouché et Pierre-François Réal, dont le ministère se trouve à deux pas, le tiennent à l'œil mais ne le persécutent pas. Il reçoit néanmoins des avertissements sévères lorsqu'il se permet de répandre des épigrammes comme celle-ci, composée en 1812 alors que les membres du Sénat sont venus présenter leurs vœux au roi de Rome encore au berceau :
Lorsque le sénat harangua
Le roi de Rome dans sa couche :
— Messieurs, votre hommage me touche,
Dit l'enfant en faisant caca.
Cela passa de bouche en bouche.
En 1825, Colnet réunit ses meilleurs chroniques de La Gazette de France dans L'Hermite du faubourg Saint-Germain, dont le titre fait écho à L'Ermite de la Chaussée d'Antin publié quelques années plus tôt par Étienne de Jouy. Les événements de la Révolution de juillet, en 1830, l'atteignent profondément. Il subit son coup le plus douloureux un jour où il se promène sur les quais et voit flotter sur la Seine les livres de la bibliothèque de l'archevêché, dont il avait lui-même rédigé le catalogue sous la direction du cardinal Fesch. Brisé de chagrin, Colnet rentre alors chez lui, pour n'en sortir que dans un cercueil, au printemps de 1832. 
Ses amis publièrent en 1834 et 1835 deux nouveaux recueils de ses articles sous le titre L'Hermite de Belleville, nom qu'il s'était donné lui-même sur la fin de sa vie. « C'était, écrit Pierre Larousse, un homme d'esprit, un peu bizarre, très indépendant, même quand il fut tout à fait enrôlé dans le bataillon royaliste, sans nulle morgue, nullement dévot, bon garçon, philosophe malgré tout, et, chose singulière, quoique royaliste, point du tout courtisan. »

## Principales publications
- Mémoires secrets de la République des Lettres (1797)
- Les Étrennes de l'Institut national, ou Revue littéraire de l'an VII (1798)
- La Fin du dix-huitième siècle. Satire (1799)
- La Guerre des petits dieux, ou le Siège du lycée Thélusson par le portique républicain. Poème héroïco-burlesque, suivi de : Mon apologie, satire (1799)
- Journal d'opposition littéraire, ou Mémoires secrets de la République des lettres (10 volumes, 1799-1800)
- Satiriques du XVIIIe siècle (3 volumes, 1799-1800) Texte en ligne 1 2
- Les Étrennes de l'Institut national et des lycées, ou Revue littéraire de l'an VIII (1800)
- Correspondance turque, pour servir de supplément à la correspondance russe de J.-F. Laharpe, contenant l'histoire lamentable des chutes et rechutes tragiques de ce grand homme. Ouvrage curieux, enrichi d'anecdotes et d'épigrammes piquantes (1801)
- L'Art de dîner en ville, à l'usage des gens de lettres, poème en IV chants (1810) Texte en ligne
- L'Hermite du faubourg Saint-Germain, ou Observations sur les mœurs et les usages français au commencement du XIXe siècle, faisant suite à la Collection des mœurs françaises de M. de Jouy (2 volumes, 1825) Texte en ligne 1 2
- L'Hermite de Belleville, ou Choix d'opuscules politiques, littéraires et satiriques, tirés de la Gazette de France, et autres recueils périodiques, précédés d'une notice sur la vie de l'auteur et de deux fragments inédits de l'Art de dîner en ville (1833)
- L'Hermite de Belleville. Supplément, contenant cinq articles sur le Mémorial de Sainte-Hélène, et trois autres sur les Mémoires de madame la comtesse de Genlis (1834)

## Sources
- Pierre Larousse, Grand Dictionnaire universel du XIXe siècle, vol. IV, 1869.
- Bibliothèque nationale de France.